# 邱輝
邱輝（？—1683年），廣東潮陽人。台灣明鄭時期軍事人物，在澎湖海戰中不敵施琅軍隊，因而自殺。

## 生平

### 反清初期
邱輝年少時十分勇猛，綽號「臭紅肉」。當時清廷為斷絕鄭成功對中國沿海居民的接濟，實施遷界令，邱輝便召集群眾佔領達濠地區，建造茅屋，打造八槳船，與水上人家、漁民交好，行掠潮陽、惠州、潮州、海豐、饒平等地。永曆二十年（1666年）九月，鄭經部將江勝奉命出征廈門，但當地亡命不許其出征該地，江勝便向邱輝求助，邱輝答應其請求。同年十月，邱輝與江勝合師攻克廈門，後返回廣東。之後邱輝與江勝交好，便歸附鄭經，被陳永華納用，授義武鎮。邱輝善於交通接濟，台灣因而成為商家聚集地，貨物日盛。

### 三藩之亂
永曆二十八年（1674年）三藩之亂爆發，邱輝隨鄭經西征，進宣毅左鎮。永曆二十年（1677年）回駐達濠，以防廣東軍隊襲擊。永曆三十四年（1680年）鄭經退回東寧（台灣），江勝從思明依附邱輝，合攻石井、潮陽、揭陽、澄海、饒平、惠來等地。後因達濠軍隊孤立無援，不易補給，乃將島上軍民全數遷至東寧。

### 戰死台灣
永曆三十五年（1681年）十月，劉國軒設防澎湖，邱輝擔任先鋒。永曆三十七年（1683年）清廷將領施琅出兵征討台灣，澎湖海戰爆發，邱輝請求劉國軒，希望能在清軍軍心未定時攻擊，劉國軒以「六月多風，不戰可勝」的理由拒絕其請求。翌日開戰，施琅軍隊節節敗退，回頭討跑，邱輝及江勝趕忙追上，劉國軒卻突然收兵。邱輝詢問劉國軒收兵理由，劉國軒回答施琅是老兵，恐怕會被他得逞。邱輝說：「兵法有寫到：『半夜可擊、立營未定可擊、乘虛可擊』。今日敵人犯了這三項缺失，而不乘機追殺，如果早晚無風，將團結眾人之心決一死戰，又該如何？」劉國軒並未回答。同月二十二日，清軍再度進攻，劉國軒軍隊歷經多次苦戰，造成許多士兵陣亡，邱輝向自己船上的官艙拋火自殺，與船同歸於盡。